# الکساندر کوچرنکو
الکساندر کوچرنکو (اوکراینی: Олександр Євгенович Кучеренко؛ زادهٔ ۱ اکتبر ۱۹۹۱) بازیکن فوتبال اهل مولداوی است.
وی همچنین در تیم ملی فوتبال Moldova U19 بازی کرده‌است.